# فردریکسبرگ (کرافورد کانتی، پنسیلوانیا)
فردریکسبرگ (به انگلیسی: Fredericksburg) یک منطقهٔ مسکونی در ایالات متحده آمریکا است که در پنسیلوانیا واقع شده‌است. فردریکسبرگ ۴٫۵ کیلومتر مربع مساحت و ۷۳۳ نفر جمعیت دارد و ۳۴۴٫۴۳ متر بالاتر از سطح دریا واقع شده‌است.